# Димитере, Кристиана
Кристиана Димитере (латыш. Kristiana Dimitere, род. 11 мая 1965 года, Рига) — латвийская художница.

## Биография
Кристиана Димитере родилась 11 мая 1965 года в семье актёров Артура Димитерса (1915—1986) и Вии Артмане (1929—2008). В конце жизни Вия Артмане сообщала, что в действительности отцом Кристианы является актёр Евгений Матвеев. Об этом же сообщал и брат Кристианы — Каспар Димитерс.
Окончила отделение декоративной скульптуры Рижского училища прикладного искусства (1985).
С 1991 года принимает участие в художественных выставках. Была сценографом и художницей по костюмам на некоторых постановках Латвийского телевидения, Латвийского кукольного театра и независимого театра «Скатуве», художницей-аниматором рисованных фильмов «Комета» (приз Фестиваля кино Северных стран, 1998) и «Водяной» (2001).

## Творчество
Персональные выставки в Латвии, Швеции и Норвегии. Наиболее известные работы (живопись, графика и декоративная скульптура): «Гамлет» (1998), «Волк» (1999), «Моль» (2001), «Балерина» (1991), «Лыжница» (1995), «Мумия обезьяны» (1997).